# Jerónimo Martins
Jerónimo Martins SGPS, S.A. est une entreprise portugaise active dans la grande distribution, qui fait partie de l'indice PSI 20. Elle détient des magasins et hypermarchés au Portugal et en Pologne.

## Histoire
L'histoire de cette entreprise remonte à 1792, lorsque le jeune Galicien Jerónimo Martins est arrivé au Portugal. En quête d'une vie meilleure, il ouvre sa boutique dans le Chiado, qui devient en 1797 « le principal fournisseur de la Maison royale, de la plupart des ambassades à Lisbonne et des navires traversant le Tage ». Au fil du temps, le groupe Jerónimo Martins s'est développé avec plus ou moins de difficultés et toujours au sein de la même famille, se transmettant de père en fils.

## Les supermarchés Pingo Doce
En 1978, Pingo Doce a vu le jour. Cette année, Jerónimo Martins est revenu à la distribution. C'est là qu'est née la définition d'une stratégie claire pour exploiter le segment des supermarchés. Cette société a commencé à fonctionner en 1980, et cinq ans plus tard, Jerónimo Martins a pris en charge la gestion de plusieurs sociétés. Elle a conclu un partenariat avec Delhaize "Le Lion", le deuxième plus grand détaillant belge, pour aider au développement de Pingo Doce, et le premier logo a été créé précisément comme une combinaison de ces deux marques, avec le lion en noir en haut et le nom Pingo Doce en vert en bas.
En 1993, la deuxième modification du logotype de Pingo Doce a eu lieu, avec un nouveau symbole en rouge et seulement Pingo Doce en vert. La nécessité de modifier sa présentation est née des acquisitions importantes réalisées par l'entreprise. Cette année, Pingo Doce est devenu le numéro un de la distribution alimentaire, en termes de supermarchés, et l'expansion a eu lieu dans les centres urbains de Lisbonne et Porto, avec l'achat de nouveaux supermarchés, hypermarchés et cash & carries.

## Activités
Les principales enseignes opérées totalement ou en partie par Jerónimo Martins sont :
- Pingo Doce (Portugal)
- Recheio (Portugal)
- Biedronka (Pologne)
- Ara (Colombie)

## Actionnaires
Liste des principaux actionnaires au 30 octobre 2021 :
| Famille Soares Dos Santos           | 56,1% |
| Heerema Holding                     | 5,00% |
| Comgest                             | 2,54% |
| T. Rowe Price International         | 1,80% |
| JPMorgan Asset Management (UK)      | 1,36% |
| The Vanguard Group                  | 0,99% |
| JPMorgan Investment Management      | 0,86% |
| Norges Bank Investment Management   | 0,86% |
| BNP Paribas Asset Management France | 0,81% |
| DWS Investment                      | 0,70% |